# Logone-Birni
Logone-Birni est une commune du Cameroun située dans la région de l'Extrême-Nord et le département du Logone-et-Chari, à la frontière avec le Tchad.

## Population
Lors du recensement de 2005, la commune comptait 52 589 habitants, dont 3 569 pour Logone-Birni Ville.

## Structure administrative de la commune
Outre Logone-Birni proprement dit, la commune comprend notamment les localités suivantes :
- Abou Adama
- Adda
- Afta Arabe
- Afta Mousgoum
- Alarké
- Alaya I
- Alaya II
- Ammalgoché
- Angout
- Bagué Arabe I
- Bagué Arabe II
- Bagué Mousgoum
- Bangalia
- Bamchérafa
- Bamzala
- Blakoro
- Brembri
- Dabanga
- Damrou
- Dilga Eli
- Dilga Emdam
- Dilga Mousgoum
- Djiddat I
- Djiddat II
- Dougoumbra
- El Birké
- Gambarou Bornoua
- Gambarou Mousgoum
- Gassama
- Goïzinak
- Goudjari
- Guech
- Hinalé
- Honkol
- Kabe
- Kabela
- Kabo I
- Kabo II
- Kabo III
- Kalakafra
- Kalgoulou
- Karagama
- Karam
- Kare
- Kassakia
- Khalkoussam
- Kidam
- Labado
- Madaf
- Magourdé I
- Magourdé II
- Mahana
- Manawadji I
- Manawadji II
- Mandabé
- Marafine I
- Marafine II
- Mardia
- Marmadogie
- Matkeu
- Mboudoufka
- Mildi
- Mlari
- Moudia
- Moukak
- Mouladok
- Mour
- Mré Abdouraman
- Mré Kotoko
- Ngawama Borno
- Ngawama Mousgoum
- Ngoy Balema
- Ngoy Hijilijé
- Ouli
- Ouloumsa
- Ounangare
- Sabakale
- Sabla
- Salan
- Ténéri
- Tildé
- Zimado

## Infrastructures
Logone-Birni est doté d'un lycée public  et d'un établissement d'enseignement technique de premier cycle public (CETIC).

## Changement climatique
Le dérèglement climatique de la zone soudano-sahélienne dû à une hausse constante de la température provoque une baisse de la pluviométrie et l'avancée du désert. Dans le Logone-Birni, les terres agricoles se dégradent en raison du faible accès à l'eau. De nombreuses rivières et des étangs saisonniers sont secs ou en voie d'assèchement.